# Велике плем'я Сіроманці (пластовий курінь)

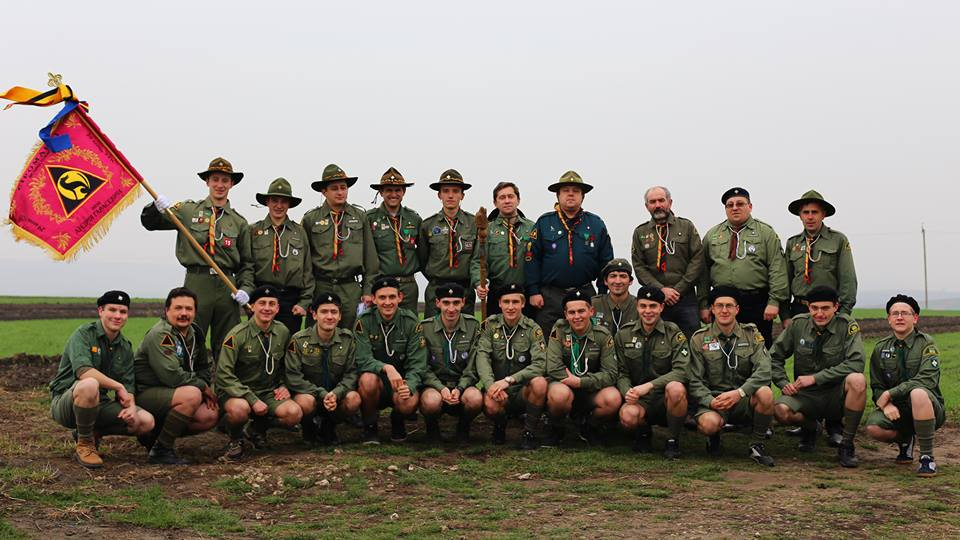
Мала рада Української Стежі, 2013 р.

29-ий курінь УСП та 29-ий курінь УПС «Велике плем'я Сіроманці ім. А. Гарасевича».
29-ий курінь УСП та 29-ий курінь УПС разом творять «Плем'я Сіроманці». Курінь УСП був заснований 28 березня 1952 року в місті Нью-Йорк (США) із членів юнацького гуртка «Чорні коти», які саме тоді перейшли до УСП.
У лави новоствореного куреня увійшли пластуни, які були зацікавлені журналістикою, літературою, мистецтвом та виховною діяльністю. Тому курінь вибрав патроном поета — пластуна А. Гарасевича, який у молодому віці загинув у Альпах. З самого початку курінь займався видавничою діяльністю, тому швидко став відомий як «пластовий видавничий курінь». Окрім цього, сіроманці дуже любили мандрувати — вони організовували довгі мандрівки по східному узбережжю США і Канади, по Скелястих горах, до Тихого океану та до Мексики.
Курінь швидко збільшував свою чисельність, але завжди обмежував її до 30-35 осіб. У такий спосіб він міг зосередити увагу на своєму головному завданні: пластовій пресі. Деякі члени займалися працею в пластових проводах і громадсько-культурному житті. «Сіроманці» видавали внутрішньокурінні журнали «Ікс», «Там-Там», «Авуууу». Згодом члени куреня займали чільні пости в редакціях старшопластунської преси («Свінкс», «До висот»), «Юнака» та «Пластового шляху». Окрім цього, видано збірку поезій А. Гарасевича «До Вершин» (1959), збірку пластового гумору «Округлі квадрати», музичну платівку «На крилах мрій» (1967). Раз на рік Сіроманці спонсорували Сіроманський Баль, на якому журі вибирало царівну балю. Традиційними для сіроманців були також щорічні вечірки, фестини, відвідини, а також особливо популярні забави «Голий-Він» і «Вовколай». Курінь запрошували видавати одноднівки на табори, зустрічі, свята, ЮМПЗ. Ці видання були відомі під назвою «жовті книжечки» (1962, 1972, 1978, 2012). За видання одноднівок курінь неодноразово був відзначений.

## Історія
28 березня 1952 року був заснований у місті Нью-Йорк (США) курінь УСП.
У 1962 р. сіроманці здобувають друге місце у турнірі старшопластунських спортових дружин.
У 1980-их роках сіроманці мали свій головний осідок у так званій Метропольній Стежі: на околиці Нью Йорка — Нью Джерсі — Філадельфії, хоча також мали членів і в інших містах (Детройт, Рочестер, Монреаль, Едмонтон).

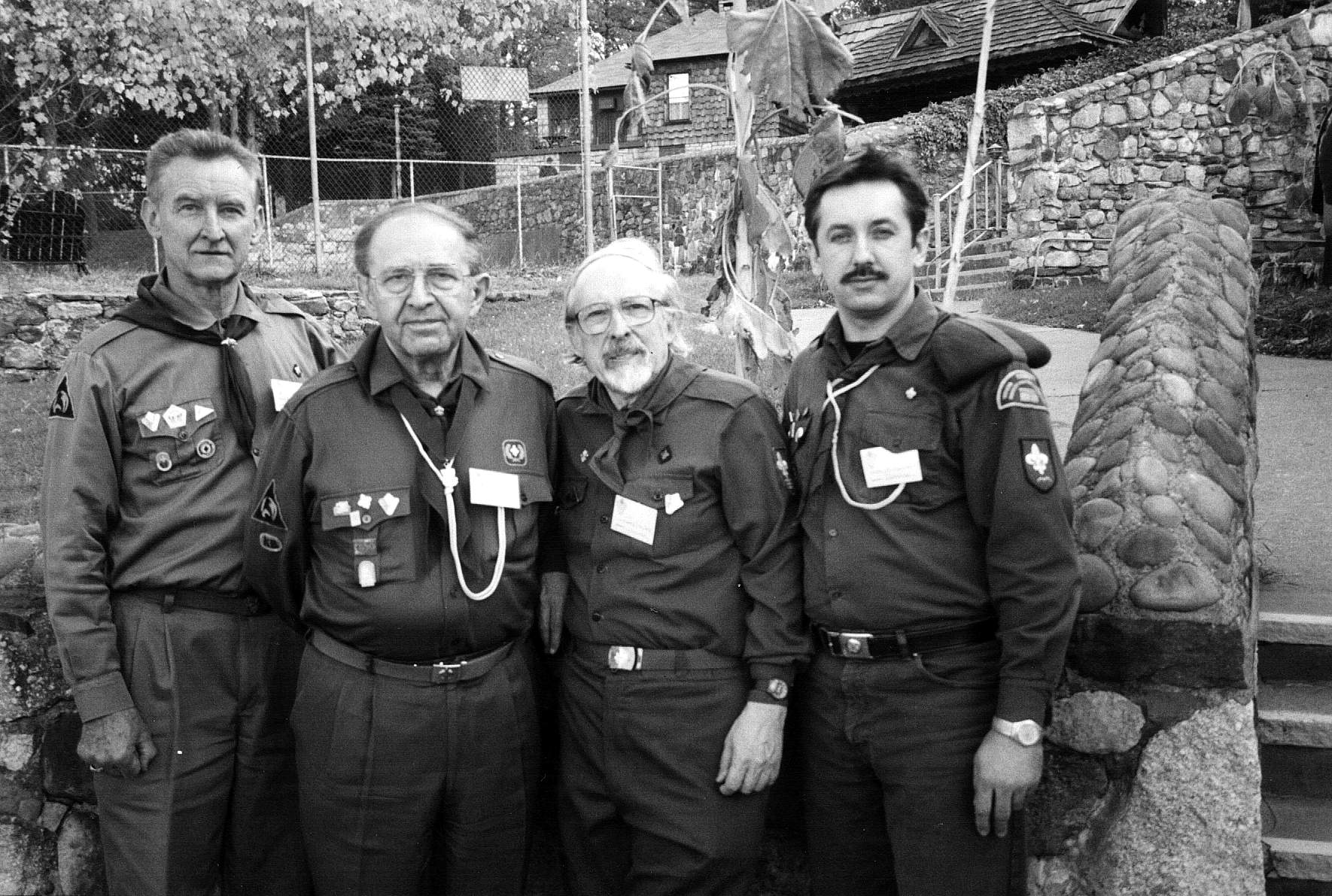
Метропольна стежа

Із відновленням Пласту в Україні одразу організовано Стежу на Рідних Землях. Із самого початку Стежа займалася пластовими виданнями, зокрема, «Пластовим шляхом», який відновлено в Україні під редакцією Л. Онишкевича в США та Г. Бурбези в Тернополі. Журнал видавався в сіроманській друкарні «Лілея».
У листопаді 2006 р. у м. Київ під час 14 Зборів КУПО був посвячений Курінний прапор «Сіроманців». Серед його «кумів» були Начальний Пластун, Голови ГПБ та ГПР, голови крайових проводів.
9 червня 2007 р. Постановою ГПБ (11-07) було одноголосно затверджено курінну хустку Племені «Сіроманці» (одночасно для частин УСП та УПС).
Улітку 2006 р. Українська Стежа Племені започаткувала новий виховний проєкт: виховно-вишкільний табір «Вовча Школа», а зимою 2007 р. цей проєкт отримав продовження у формі вишколу практичного рятівництва — «Школа Молодих Вовків». Такі заходи користуються великою популярністю серед юнацтва.
28 березня 2009 р. на Пластовому Порталі було створено мережеву сторінку куреня «Сіроманці».
Сіроманцям належать такі відомі твори як «Кобзарський підручник», «Зруйновані храми Києва», «Українська дерев'яна архітектура». Членами куреня є професори, науковці, менеджери, журналісти та священики. Сіроманці були у проводі НТШ у США (Р. Андрушків, Л. Романків), Товаристві української мови, РУХ, Товаристві Українських Інженерів, спортивному клубі «Тризуб» (Я. Козак).

## Діяльність
Метою Племені є пізнання та поширення української науки, літератури і мистецтва, видавнича діяльність, виховництво та інструкторство. Кожен із сіроманців має свої вподобання, які інші члени куреня підтримують, а одночасно з цим всі працюють для спільної справи. Члени куреня адмініструють, виховують, викладають, таборуємо, мандрують та інше.
Із часу створення «Сіроманців» на теренах України, а зокрема, їх офіційне оформлення в Стежу (березень, 1997 р.), члени куреня завжди були активними в праці різних пластових проводів. «Сіроманці» працюють на адміністративних постах у Пласті, а також безпосередньо виконують обов'язки виховників.
Пластова громада довіряє членам куреня і неодноразово обирала їх до праці на різних діловодствах. Сіроманці працювали у всіх трьох гілках Крайового Проводу (КРК, КПР, КПС), троє сіроманців України належать до редакційної колегії журналу «Пластовий Шлях». Завдяки членам Української Стежі «Сіроманців» уперше розпочала своє функціонування мережева сторінка пластового табору — музею «Сокіл». До цього часу подібного Інтернет — ресурсу не існувало.  
На сторінці вдалося зібрати значний масив інформації про минуле і сучасне табору, спогади таборовиків, рішення проводу Пласту щодо оселі тощо. 
Щороку Сіроманці проводять багато таборів різного рівня — курінні, станичні, окружні. Уже традиційно силами сіроманського товариства проводиться табір — «Вовча школа».
Члени Стежі працюють по Зграях. Сьогодні в Україні діє 4 Зграї — Карпатська (Івано-Франківщина), Підкарпатська (Львівщина), Подільська (Тернопільщина), Степова (Донеччина). Вони згуртовують різну кількість «Сіроманців» із огляду на їхнє проживання на цих теренах.
Професійна діяльність членів Племені є також досить цікавою і багатогранною. Члени куреня працюють як — адміністратори галузі культури Івано-Франківської області, керівники Благодійного Фонду «Дитячий Світ», заступниками редакторів газет, артдиректорами потужних видавництв та інше.

### Табір «Вовча школа»

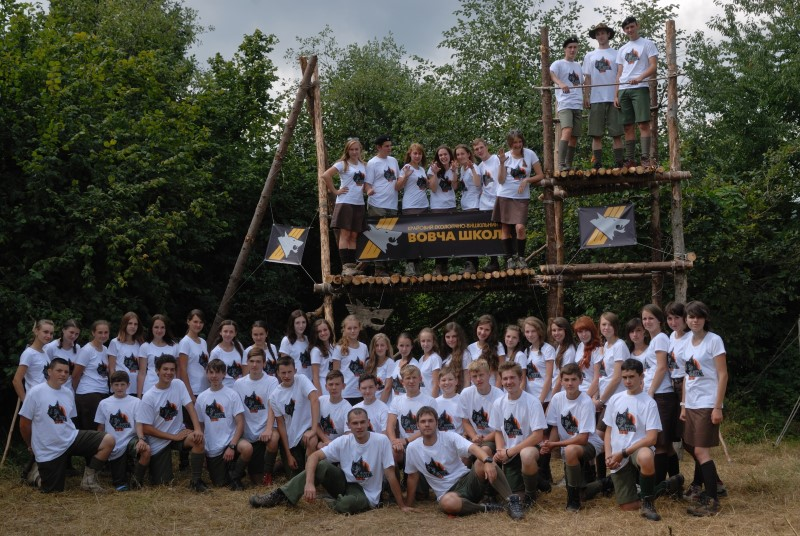
Вовча школа 2013 на брамі

Мета табору «Вовча Школа» — розвиток екологічного пластування, а саме сприяння накопиченню юнацтвом екологічних знань, виховання любові до природи, прагнення берегти і примножувати її багатства, здобуття практичних навичок таборування й діяльності в природі без завдання шкоди довкіллю. Серед наголосів: організація низки занять із практичного пластування (скелелазіння, самозарадність, табірництво та мандрівництво), забезпечення умов для виконання вимог умілостей екологічного спрямування.
На «Вовчій Школі» кожен учасник отримує змогу краще пізнати природу рідних Карпат на прикладі життя вовчих зграй. Здобуваючи таборові ступені, кожен учасник «Вовчої Школи» вчиться бути по-справжньому вірним приятелем. А розмаїття неповторних ватр, інтелектуальних, творчих та спортових змагів дозволять відчути незабутній смак пластового таборування.
Наостанок, той хто пройшов «Вовчу Школу» і став абсольвентом, приймається до сім'ї Вовків — товариства учасників, яких пов'язують міцні узи дружби та пластового побратимства.

## Видавничі проєкти
Видавничі проекти [Архівовано 28 січня 2016 у Wayback Machine.]